# 光·科学与应用
《光：科学与应用》创刊于2012年，是中国大陆基础科学类刊物，编辑部位于吉林省长春市。此刊物由中国科学院长春光学精密机械与物理研究所，中国光学学会主办。
《光：科学与应用》在2018年被中华人民共和国国家新闻出版广电总局新闻报刊司评为2017年全国“百强报刊”。